# 齐梅茨豪森
齐梅茨豪森是德国巴伐利亚州的一个市镇。总面积42.94平方公里，总人口2936人，其中男性1488人，女性1448人（2011年12月31日），人口密度68人/平方公里。